# 氷川神社 (桶川市坂田)
氷川神社（ひかわじんじゃ）は、埼玉県桶川市の神社。

## 歴史
創建年代は不明である。ただ当社から約50メートル北に、かつて「氷川様の池」という池があったことから、見沼が沼だった頃に、見沼のほとりにあった武蔵国一宮の氷川神社から分霊を勧請したものと推測される。医王院が別当寺であった。
1873年（明治6年）、近代社格制度に基づく「村社」に列せられ、1907年（明治40年）の神社合祀により氷川天満神社への合祀が命じられた。氏子たちは当社に集まり、合祀の賛否をめぐる喧々諤々の議論をしたが結論が出なかった。4日目に入り、ある氏子に「しゃくじ稲荷」が乗り移り、合祀に反対する旨の神託が下った。これにより「合祀に反対」という総意がまとまり、当社は存続することになった。

## 交通アクセス
- 路線バス氷川神社停留所より徒歩2分。